# Sigurd Wongraven
Sigurd Wongraven, más conocido como «Satyr» (Oslo, Noruega, 28 de noviembre de 1975), es líder de las bandas noruegas de black metal Satyricon y Wongraven. A los 16 años, Satyr formó la banda Satyricon junto a Carl-Michael Eide y Vegard Blomberg (miembros de la banda local Eczema).
El músico, que aparte de la voz domina la guitarra rítmica, el bajo y el teclado, ha participado también en otras bandas de black metal como Darkthrone, Eibon, Storm, Thorns y Black Diamond Brigade.

## Satyricon
Satyr fue uno de los fundadores de Satyricon en 1990 junto con Lemarchand (guitarra), Exhurtum (batería) y Wargod (bajo).
Con esta formación graban su demo homónimo, y poco después Wargod y Exhurtum abandonan la banda, por lo que Satyr se hace cargo del bajo y Frost, de la batería.
Tras la partida de Lemarchand, el grupo se convierte en dúo y Satyr se encarga de las voces, la guitarra, el bajo y el teclado y Frost de la batería, formación que aún mantiene Satyricon en la actualidad.

## Discografía

### Álbumes de estudio
- Dark Medieval Times (Moonfog Recordings, 1994)
- The Shadowthrone (Moonfog Recordings, 1995)
- Nemesis Divina (Moonfog Recordings, 1996)
- Rebel Extravaganza (Nuclear Blast, 1999)
- Volcano (EMI/Sony Music, 2002)
- Now, Diabolical (Roadrunner Records, 2006)
- My Skin is Cold (Roadrunner Records, 2008)
- The Age of Nero (Roadrunner Records, 2008)
- Satyricon (Roadrunner Records, 2013)
- Deep Calleth Upon Deep (Napalm  Records, 2017)